# Albertinum (Leipzig)

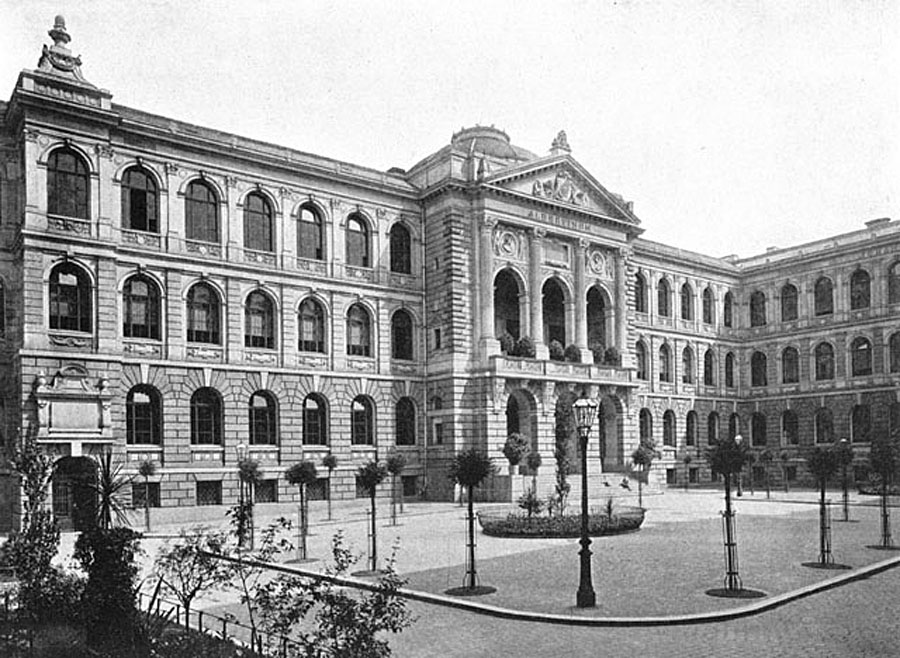
Das Albertinum vom Paulinerhof aus, um 1905

Das Albertinum der Universität Leipzig (nicht zu verwechseln mit der Albertina) war einer der vier großen Gebäudeteile, die bei der Umgestaltung des Paulinerareals nach den Plänen von Arwed Roßbach zum Ende des 19. Jahrhunderts entstanden. Der Name bezog sich auf König Albert von Sachsen. Das Gebäude wurde 1943 schwer beschädigt und 1968 gesprengt.

## Geschichte und Baubeschreibung
Das dreistöckige Gebäude wurde von 1894 bis 1896 im Stil der Neorenaissance erbaut. Baufreiheit wurde durch den Abriss des Mittelpaulinums und der es umgebenden Bauten geschaffen. Die Schauseite des Albertinums zeigte nach Westen zum Paulinerhof und wurde durch einen stark hervortretenden Mittelrisalit gegliedert, durch den die Eingangstüren führten und in dessen Bereich sich eine flache Kuppel erhob. An seiner Südseite war der Bau über das Johanneum mit dem Augusteum und dem Beguinenhaus verbunden. Nach Norden grenzte es an die Universitätskirche. Der Übergang zur Kirche wurde durch einen campanileähnlichen Turm vermittelt.
Das Haus enthielt im Wesentlichen Vorlesungssäle, die westlich durchgehender Korridore lagen. Den Osttrakt nahm zu großen Teilen ein aufwendiges Treppenhaus ein. Die Hörsäle in der zweiten Etage waren mit Oberlichtern versehen. Im Mittelrisalit lag in der Hauptetage das Professorensprechzimmer, dem zum Hof eine über anderthalb Etagen reichende Loggia vorgelagert war. Im Souterrain des Albertinums war im Kirchenanschluss als einziger Überrest der alten Klostergebäude der ehemalige Kapitelsaal eingebaut, der als „Erfrischungsraum für Studierende“ dienen sollte.
1897 wurde das Albertinum im Zuge der Achse des Mittelrisalits mit dem Augusteum durch eine über drei Etagen reichende Wandelhalle verbunden. Über zweigeschossig eingestellten Arkaden mit vorwölbenden Brüstungen erhob sich eine tonnenförmige Kassettendecke mit Stichkappenfenstern. Nach Norden schloss sich in den Hofbereich ein halbrund gestalteter großer Hörsaal an, über dem noch der sogenannte Senatssaal lag. Nach Süden war der Hofbereich bis zum Johanneum mit Glas überdacht und als Archäologie-Ausstellungsbereich genutzt.
Der figürliche Schmuck am Mittelrisalit, in den Verkehrsbereichen des Albertinums und in der Wandelhalle stammte vornehmlich von den Leipziger Bildhauern Adolf Lehnert und Josef Mágr. Das große Wandbild „Prometheus als Lichtbringer“ in der Wandelhalle malte Friedrich Preller der Jüngere. Die vier Figuren unterhalb des Preller-Bildes waren Abformungen der vier symbolisch dargestellten Regententugenden vom Friedrich-August-Denkmal Ernst Rietschels in Dresden und befinden sich jetzt im neuen Augusteum.
Beim Luftangriff auf Leipzig vom 4. Dezember 1943 wurde das Albertinum schwer beschädigt. Teile des Hauses wurden ab 1946 wieder nutzbar gemacht, sodass in einigen Hörsälen der Vorlesungsbetrieb aufgenommen werden konnte. Besondere Bedeutung erlangte der legendäre Hörsaal 40 mit seinen über 300 Plätzen. Hier hielten unter anderen Hermann August Korff, Hans Mayer und Ernst Bloch ihre stets überfüllten Literatur- und Philosophievorlesungen und traten Schriftsteller in Lesungen auf, wie Günter Grass, Ingeborg Bachmann, Willi Bredel, Peter Hacks, Anna Seghers und andere.
Bis 1952 wurde in Beschlüssen und Plänen davon ausgegangen, die zentralen Universitätsbauten mit dem Albertinum in ihrer alten äußeren Form wiederherzustellen. Die Wiederaufbaupläne wurden aber nicht realisiert. Stattdessen wurden am 20. Juni 1968, drei Wochen nach der Sprengung der Universitätskirche, das Albertinum und benachbarte Gebäudeteile gesprengt, um Platz für die Neubauten der sozialistischen Karl-Marx-Universität zu schaffen. Das Gelände wird jetzt im Wesentlichen von Teilen des Hörsaalgebäudes und dem neuen Auditorium maximum eingenommen.

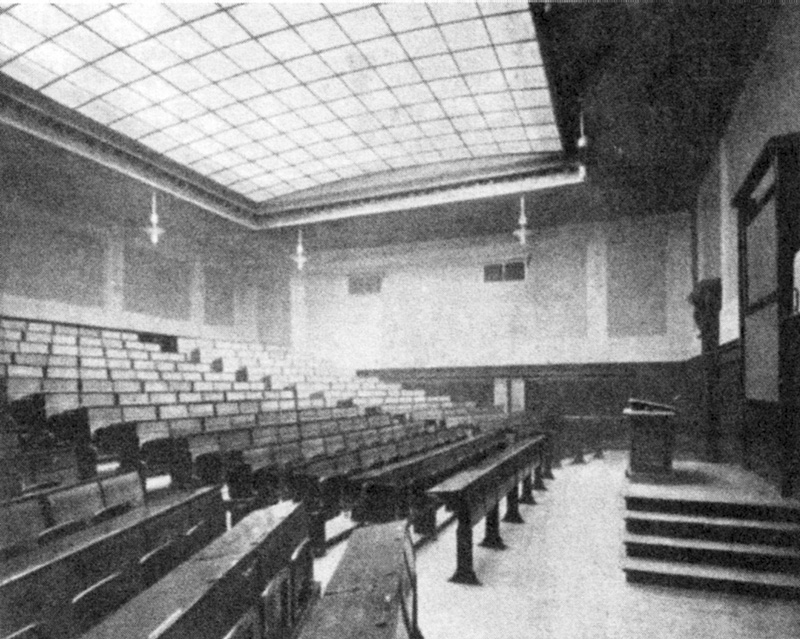
Der Hörsaal 40 um 1900
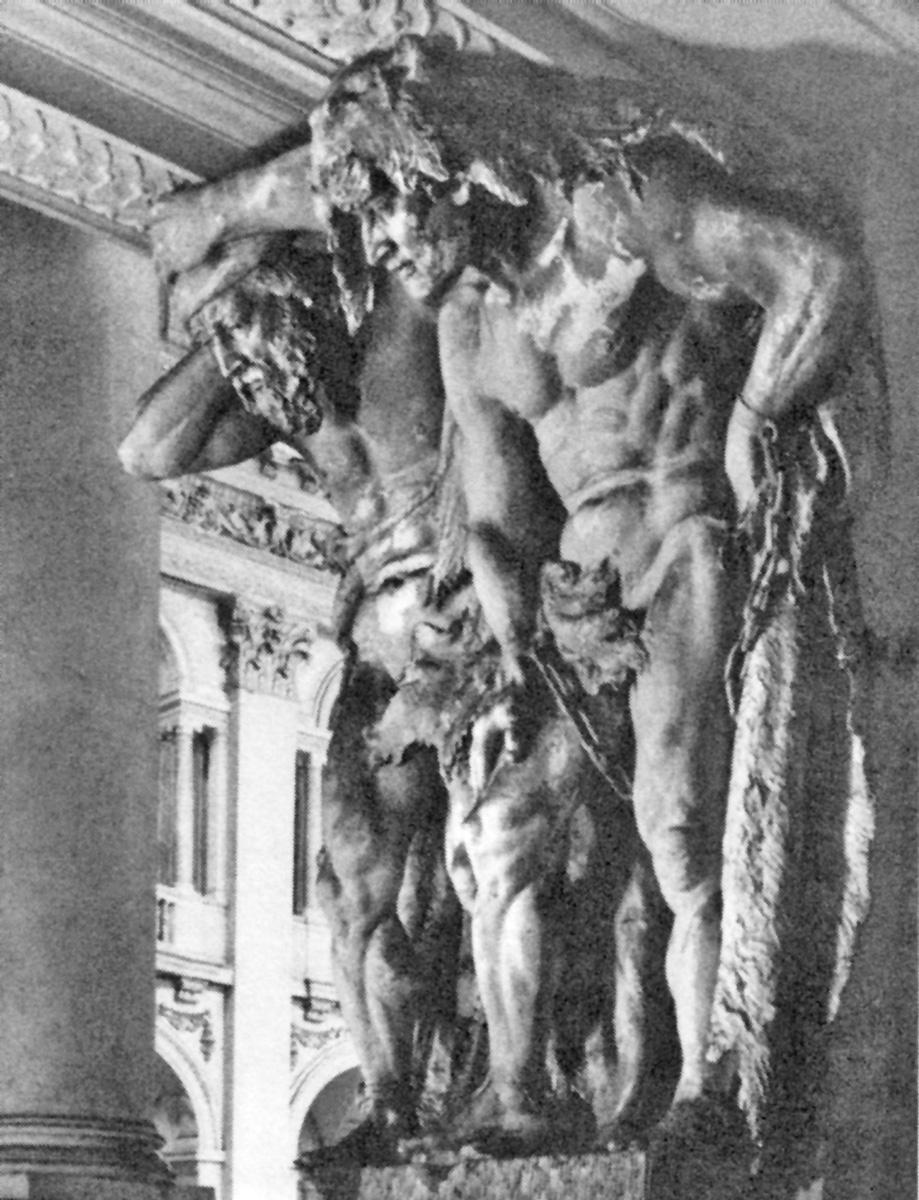
Atlantengruppe „Unlust“ von Josef Mágr im Treppenhaus
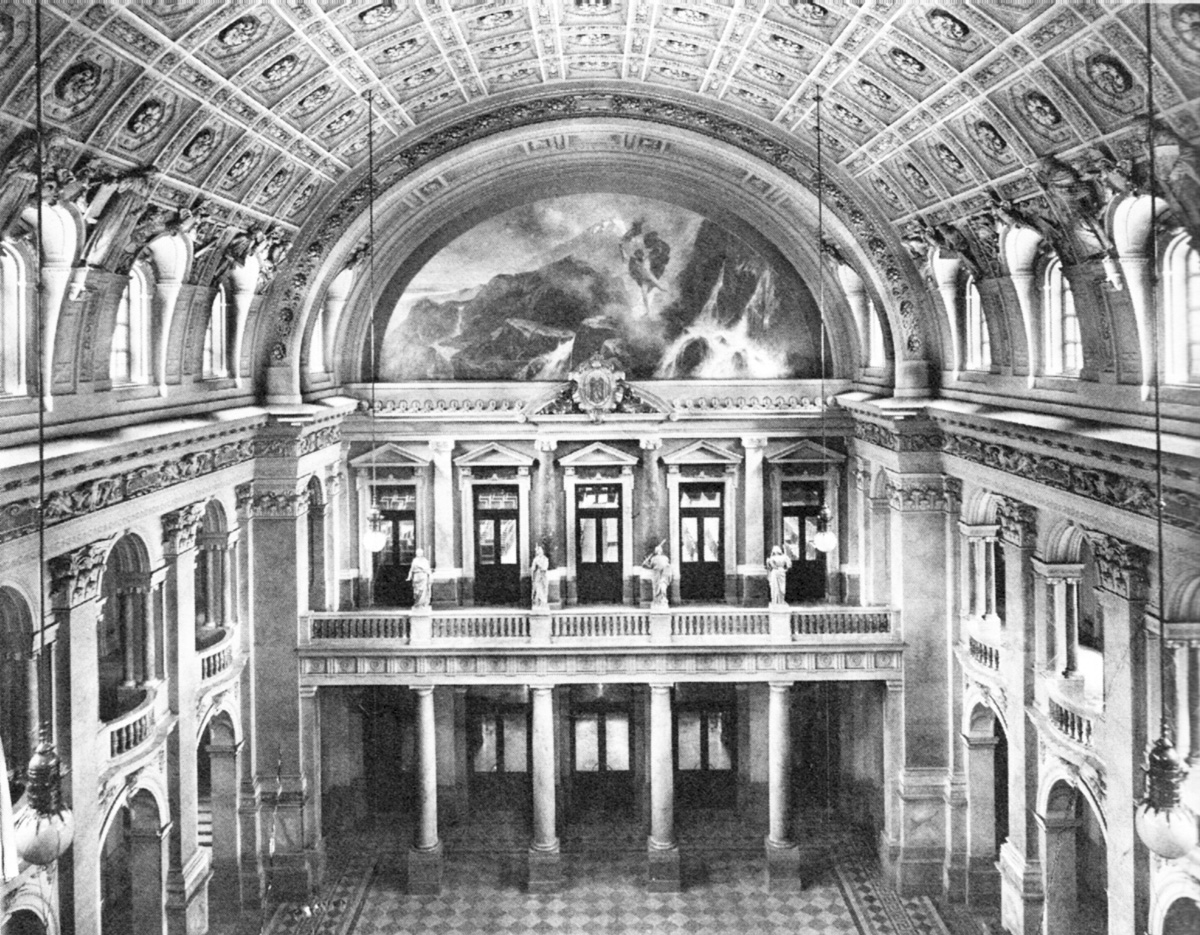
Die Wandelhalle zwischen Albertinum und Augusteum
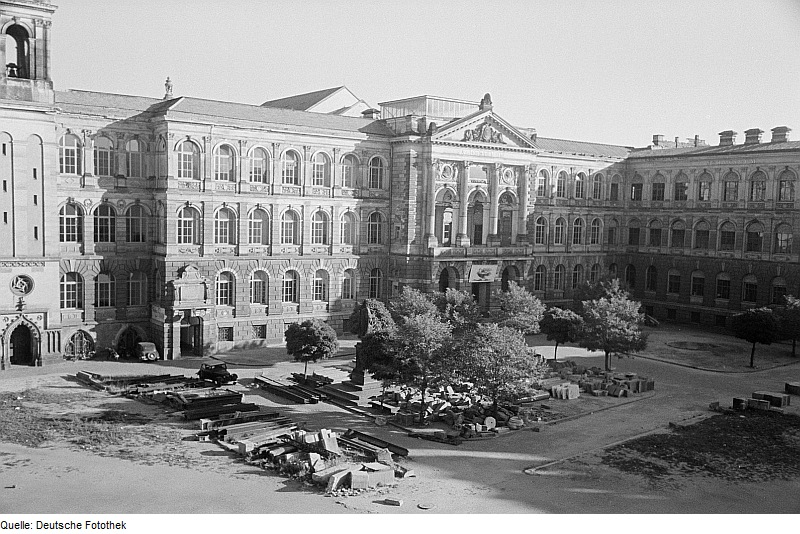
Das Albertinum 1951
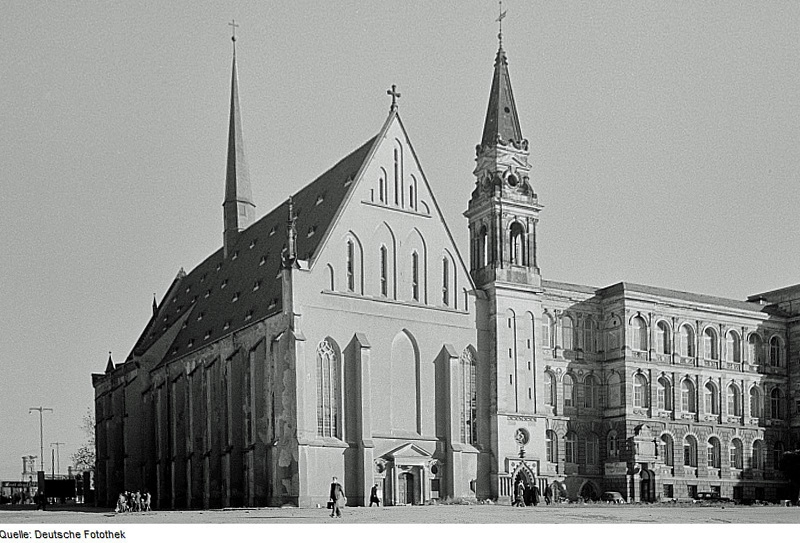
Die Universitätskirche mit einem Teil des Albertinums 1951